# Neerhespen
Neerhespen (fr. Bas-Hèpe) – dzielnica (deelgemeente) gminy Linter w Belgii, w Regionie Flamandzkim, w prowincji Brabancja Flamandzka, w okręgu Leuven. 1 stycznia 2020 roku liczyła 358 mieszkańców. Do 31 grudnia 1970 samodzielna gmina.  

## Demografia
Liczba mieszkańców, stan na 1 stycznia:
| Rok                | 1930 | 1961 | 2020 |
| ------------------ | ---- | ---- | ---- |
| Liczba mieszkańców | 441  | 428  | 358  |